# 清波门

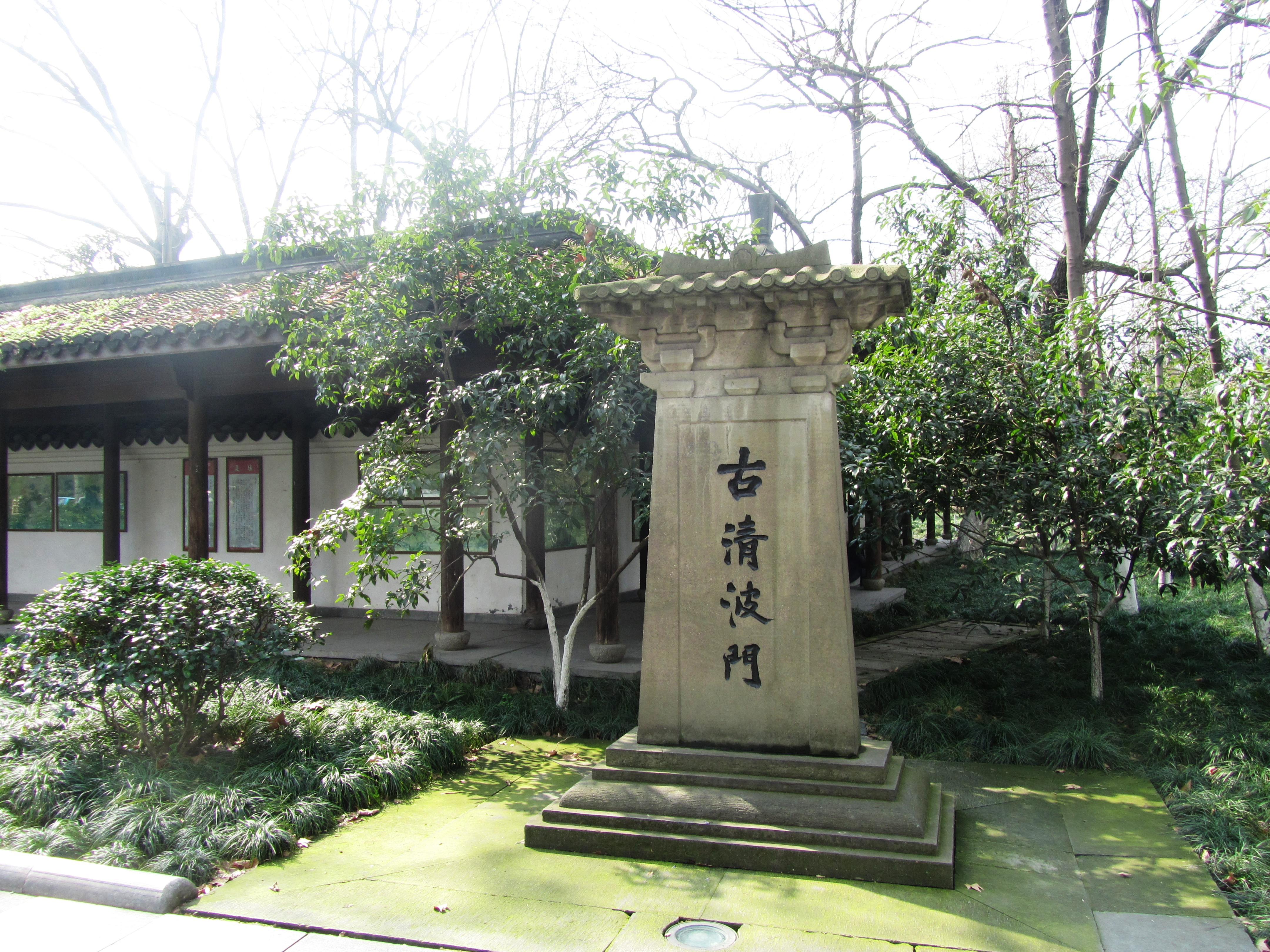
古清波门石碑，位于今清波街与南山路交叉口处。

清波门杭州古城的西门之一，门楼濒西湖之东南，南宋时取“清波”之名，为历代沿用。

## 历史
五代吴越国时为涵水门，南宋绍兴二十八年增筑杭城，清波门为西城门之一。清波门因有暗沟引湖水入城，俗称暗门。
清咸丰十年（1860年）太平军挖地道破清波门城墙数丈，攻占杭州。1913年，杭州开始拆城，清波门、涌金门、钱塘门和城墙被拆除，改建南山路、湖滨路，门故址立有石碑。
清波门一带有许多古迹，历史上曾是文人墨客和书画家寓居之地。因门通南山，古时市民需用柴炭多从此门运入，故有“清波门外柴担儿”之民谣。
清波门一带是休闲赏景的好去处，“西湖十景”之一的“柳浪闻莺”位于西边，附近有“聚景园”、“钱王祠”遗址，东边是“新西湖十景”之一的“吴山天风”与河坊街。